# 多田亜沙美
多田 亜沙美（ただ あさみ、1980年5月10日 - ）は、日本の女優。東京都出身。橋本真知事務所所属。

## 経歴
1995年1月16日放送の月曜ドラマスペシャル『松本清張特別企画 父系の指』でデビュー。同年には大塚食品が発売した「あ！あれたべよ」の初代CMガールに起用されている。1990年代後半にかけてテレビドラマ・映画・舞台などで活躍し、1997年に公開された広末涼子の初主演映画『20世紀ノスタルジア』では、広末演じる主人公の親友役という重要な役どころを務めた。
1999年1月期のドラマ『ケイゾク』に準レギュラーとして出演。翌2000年に、同作の続編として制作された映画『ケイゾク / 映画 Beautiful Dreamer』に出演したのを最後に活動を休止している。

## 人物・エピソード
- 趣味・特技はピアノ・バレーボール・走り幅跳び。
- 『20世紀ノスタルジア』に続いて『リップスティック』でも主演の広末涼子と共演を果たしているが、前者では広末演じる主人公の親友役だったのに対し、後者では広末演じる主人公の親友を虐めたことで広末に復讐される不良少女の役であり、役柄が正反対だった。

## 出演

### テレビドラマ
- 月曜ドラマスペシャル『松本清張特別企画 父系の指』（1995年1月16日、TBS）
- 金田一少年の事件簿 第3話「オペラ座館殺人事件」（1995年7月29日、日本テレビ） - 日高織絵 役
- ハートにS 第18回「ストーキング」（1995年8月14日、フジテレビ）
- ケイゾク（1999年1月8日〜3月19日、TBS） - 真山沙織 役
- 名探偵キャサリン 第7作「エジプト女王の棺」（1999年3月22日、TBS） - ハルミ 役
- リップスティック 第2話「第2ボタンの純情」（1999年4月19日、フジテレビ）

### 映画
- 20世紀ノスタルジア（1997年7月26日、原将人監督） - 芦川ひろ子 役
- ケイゾク/映画 Beautiful Dreamer（2000年3月4日、堤幸彦監督） - 真山沙織 役

### 舞台
- お茶の魔〜VAREITY IN The DARKSIDE（1998年10月21日、HIGHLEG JESUS）

### 雑誌
- 『BOMB』1995年7月号
- 『ホットドッグ・プレス』1996年1月10日号・1997年2月25日号
- 『週刊ヤングサンデー』1996年2月1日号
- 『週刊プレイボーイ』1997年9月16日号

など。

### CM
- 大塚食品「あ!あれたべよ」（1995年）